# ナーブルス
ナーブルス（Nāblus、Nābulus、アラビア語: نابلس Nāblus [næːblʊs] ( 音声ファイル)、ヘブライ語: שכם‎ Šəḵem）は、パレスチナ自治区、ヨルダン川西岸地区北部のナーブルス県の県都。
2017年国勢調査によると人口は約15.7万人。
ゲリジム山とエバル山の間にある。
市内とゲリジム山麓の村にはサマリア人社会がある。
ユダヤ教の隠れた聖地の一つでもある。

## 人口
- 1997年12月10日：10万231人
- 2007年12月1日：12万6132人
- 2014年7月1日：14万6500人
- 2017年12月1日：15万6906人

## 歴史

### シェケム
ヘブライ聖書にはシェケム（en:Shechem、シケム、シェヘム）として登場する。また、現代ヘブライ語でも、アラビア語でナーブルスに相当する地名をシェケムという。

### ナーブルス
72年、ティトゥス帝によりフラウィア・ネアポリス（Flavia Neapolis）と改称され、これが、ナーブルスという呼称の起源となった。ローマ帝国がこの地を治めたのち、イスラーム勢力が支配した。
1099年より十字軍による街の支配が90年近く続き、イスラム教徒、キリスト教徒、サマリア人などが街に同居した。1187年、アイユーブ朝のサラディンの軍隊がパレスチナ地区を支配すると、イスラムの戒律が再び整備され、後に続くマムルーク朝、オスマン帝国へと引き継がれた。
第二次世界大戦後はヨルダンの統治下にあったが、1967年の第三次中東戦争よりイスラエルの統治下に移った。1995年のパレスチナ自治拡大協定によりパレスチナ自治政府のもとにおかれた。2003年、ナーブルスでハマス幹部がイスラエルに暗殺されたことは、イスラエル政府とパレスチナの対立を激化させた。

## 建築物
- ヤコブの井戸
- ヨセフの墓(en:Joseph's Tomb) - 1967年以来、ムスリムによる礼拝はイスラエル軍により禁止された。また近年、イスラエル人による強行礼拝が問題となっている。
- サマリア人コミュニティーと、ゲリジム山の神殿跡
- ゲリジム山
- エバル山

## ナーブルス出身の人物
- イブラーヒム・トゥカーン（アラビア語版） - 詩人
- ファドゥワ・トゥカーン - 詩人

## 姉妹都市
- ダンディー、スコットランド、イギリス
- ナポリ、イタリア
- ポズナン、ポーランド
- スタヴァンゲル、ノルウェー
- リール、フランス
- ハサヴユルト、ロシア